# 議程
议程（英語：agenda）是會議主辦方擬定的一份会议活动的清单，清單上列出的活動一般會按時間顺序排列，清單上的活動一般从主持人宣布开会开始，到休会结束。有時議程還會標明活動的舉辦時間。